# Голубицьке
Голуби́цьке — село Хлібодарівської сільської громади Волноваського району Донецької області України. Відстань до райцентру становить близько 10 км і проходить автошляхом місцевого значення.

## Населення

### Мова
Розподіл населення за рідною мовою за даними перепису 2001 року:
| Мова       | Кількість | Відсоток |
| ---------- | --------- | -------- |
| українська | 370       | 97.88%   |
| російська  | 7         | 1.86%    |
| грецька    | 1         | 0.26%    |
| Усього     | 378       | 100%     |

За даними перепису 2001 року населення села становило 378 осіб, із них 97,88 % зазначили рідною мову українську, 1,85 % — російську та 0,26 % — грецьку мову.